# Oreophryne variabilis
Espèce
Synonymes
- Sphenophryne variabilis Boulenger, 1896

Statut de conservation UICN

 VU B1ab(iii) : Vulnérable
Oreophryne variabilis est une espèce d'amphibiens de la famille des Microhylidae.

## Répartition
Cette espèce est endémique du Sulawesi en Indonésie. Elle se rencontre entre 1 000 et 1 200 m d'altitude,.

## Description
Oreophryne variabilis mesure environ 28 mm. Son dos varie entre le gris, le brun, le violacé, le rose ou le cramoisi avec ou sans taches foncées. Les côtés de la tête sont brun foncé. Une ligne longitudinale rose ou jaune est parfois présente. En général, un ocelle sombre cerclé de clair est présent au niveau lombaire. Son ventre est blanchâtre, grisâtre ou brun foncé mais et présente des taches jaunes.

## Publication originale
- Boulenger, 1896 : Descriptions of new reptiles and batrachians obtained by Mr. Alfred Everett in Celebes and Jampea. Annals and Magazine of Natural History, sér. 6, vol. 18, p. 62-64 (texte intégral).